# Santiago Pizarro
Santiago Eduardo Pizarro Medina (Viña del Mar, Región de Valparaíso, Chile, 7 de mayo de 1973) es un exfutbolista y entrenador chileno, que jugaba de volante. 
Primo del también futbolista David Pizarro, actualmente se desempeña como Director Técnico de la Sub-17 de Everton, tras desempeñarse en el mismo cargo en Santiago Wanderers.

## Selección nacional
Fue seleccionado chileno Sub-23, formando parte de la nómina para el Preolímpico de 1996, donde Chile quedó eliminado en Primera Fase.

### Participaciones en Preolímpicos
| Torneo                     | Sede      | Resultado    |
| -------------------------- | --------- | ------------ |
| Preolímpico Sub-23 de 1996 | Argentina | Primera Fase |

## Clubes
| Club                  | País  | Año       |
| --------------------- | ----- | --------- |
| Everton               | Chile | 1991      |
| Santiago Wanderers    | Chile | 1992      |
| Everton               | Chile | 1993-1994 |
| Santiago Wanderers    | Chile | 1995-1998 |
| Audax Italiano        | Chile | 1999      |
| Deportes Puerto Montt | Chile | 2000      |
| Unión San Felipe      | Chile | 2001      |
| Everton               | Chile | 2003-2004 |
| Arturo Fernández Vial | Chile | 2005      |

## Palmarés

### Campeonatos nacionales
| Título    | Equipo             | País  | Año  |
| --------- | ------------------ | ----- | ---- |
| Primera B | Santiago Wanderers | Chile | 1995 |